# Святослав Ольгович
Святосла́в О́льгович (в крещении Николай; 1106/1107 — 15 февраля 1164) — князь новгородский (1136—1138, 1140—1141), курский (1138—1139, 1149), стародубский и белгородский (1141—1146), новгород-северский (1146—1157), туровский (1149—1151), черниговский (1157—1164), сын черниговского князя Олега Святославича (Гориславича).

## Биография

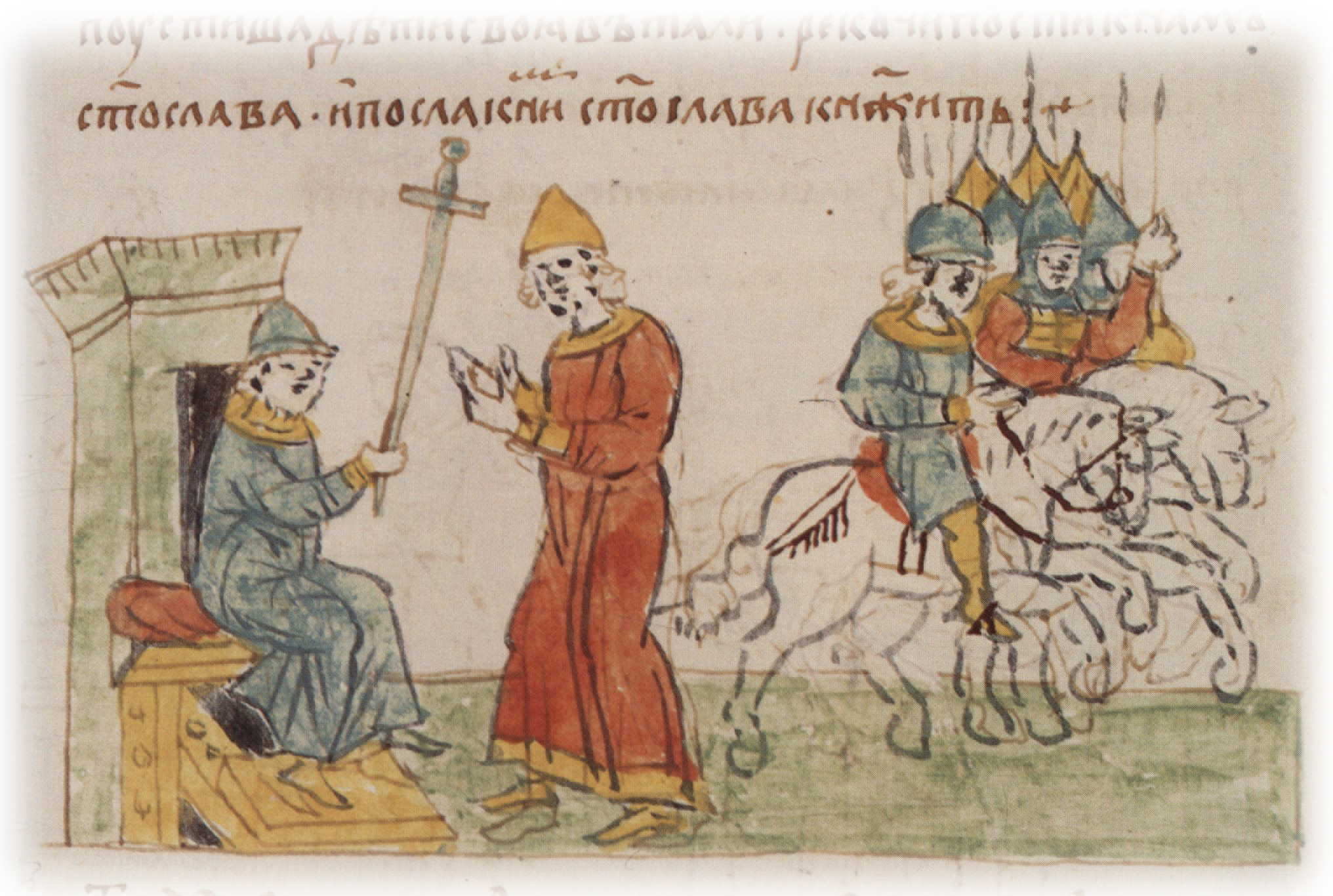
Вручение меча как знака княжеской власти Всеволодом II Святославу; отъезд Святослава на Новгородское княжение

Когда новгородский князь Всеволод Мстиславич при поддержке новгородского посадника Константина Микульчича вернулся в Новгород, то в 1136 году в городе вспыхнул мятеж: князю припомнили и то, что хотел обменять Новгород на Переяславль, и что бежал с поля боя во время сражения у Жданой горы против суздальцев, и новгородцы, призвав псковичей и ладожан, изгнали его, продержав Всеволода в епископском дворе с женой, детьми и тёщей, под охраной 30 мужей, 2 месяца, и просили князя от Чернигова у Всеволода Ольговича, а тот прислал своего младшего брата Святослава. Примечательно, что новгородское княжение впервые было занято представителем княжеской группировки, открыто оппозиционной Киеву. Изгнание Всеволода советский историк Б. Д. Греков классифицировал как «революция в Новгороде XII века» в 1929 году в статье, носившей весьма характерное название для того времени «Революция в Новгороде Великом в XII веке». Это событие стало принято называть началом Новгородской республики.
Святослав Ольгович стал первым новгородским князем, отец которого не занимал киевского стола.
Вскоре Святослав женился в Новгороде (по версии В. Н. Татищева — на дочери новгородского посадника Петрилы). Новгородский епископ Нифонт отказался венчать жениха и невесту. Венчал их «свой поп» в Николо-Дворищенском соборе:
оженися Святослав Олговиць Новегороде, и веньцяся своими попы у святого Николы; а Нифонт его не венця, ни попом на сватбу, ни церенцем дасть: глаголя: «Не достоить ея пояти»
В целях примирения с Нифонтом, Святослав возобновил древний устав Владимиров, определив епископу брать вместо десятины 100 гривен из княжеской казны, кроме некоторых сборов и пошлин.
В этом же году Святослав едва не был убит сторонниками Всеволода, и посадник Константин направился (в 1137 году) в Вышгород к Всеволоду и уговорил его идти ко Пскову. Псковичи приняли Всеволода своим князем, но новгородцы, узнав, что Всеволод Мстиславич стал князем в Пскове и хочет сесть опять у них, отправили туда войско во главе со Святославом. Войско состояло не только из новгородцев. Святослав призвал на помощь брата Глеба с курянами и половцами. Псковичи просили «не проливать крови братьев своих», но Всеволод умер сам, и кровопролития, по-видимому, не было.
Однако из-за вражды Мономаховичей с Ольговичами и торговля прекратилась, и не было мира ни с Суздалем, ни со Смоленском, ни с Киевом, ни с Полоцком. Из-за этого цены на продовольствие в Новгородской земле выросли, а новгородцы призвали князем Ростислава Юрьевича из Суздаля, выгнав Святослава 1138 году в Киев. Святослав отправился в Киев, но его схватили по пути смоляне и «стерегли» в Смядынском монастыре, а его жена была в монастыре святой Варвары в Новгороде.

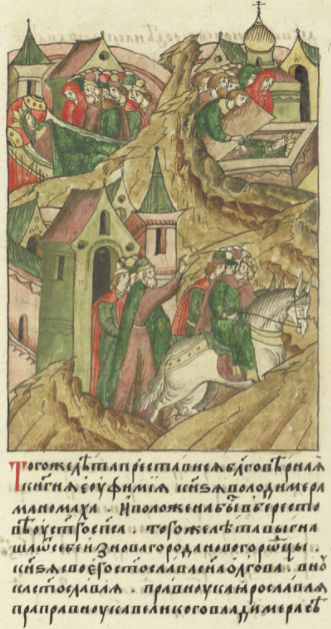
Новгородцы выгоняют князя Святослава

После примирения Киевского князя Ярополка Владимировича с братом Святослава Всеволодом Ольговичем Святослав был отпущен в Киев. Получив от брата Всеволода, ставшего киевским князем, Курск, Святослав воевал за Переяславль с князем Андреем Владимировичем, но был разбит.
Через год, в 1139 году, отец Ростислава Юрьевича князь Юрий Долгорукий, прибыв в Смоленск, звал новгородцев в поход на Киев, но безуспешно, и Ростиславу пришлось бежать в Смоленск к отцу. Князем в Новгороде стал опять Святослав Ольгович, но ненадолго: в 1141 году Всеволод отозвал брата в Киев, а новгородцев просил принять князем своего сына. Однако Святослав, не дождавшись племянника, сбежал в Стародуб. Оттуда Всеволод вызвал его в Киев. Святослав стал опять князем в Курске и в черниговском уделе — Новгороде Северском. После Всеволод дал ему в княжение Белгород.
После смерти Всеволода Ольговича (1146) и убийства киевлянами Игоря Ольговича Святослав боролся за то, чтобы сохранить новгород-северское княжение. Черниговские Давыдовичи, оберегая свои владения, вступили в союз с Изяславом Мстиславичем и сами претендовали на Новгород-Северский. Но в борьбу против Изяслава за Киев включился Юрий Долгорукий, с помощью которого Святослав смог отстоять свои владения. В этом также помогали его дяди по матери — половецкие ханы Тюнрак и Камос.

### Черниговское княжение

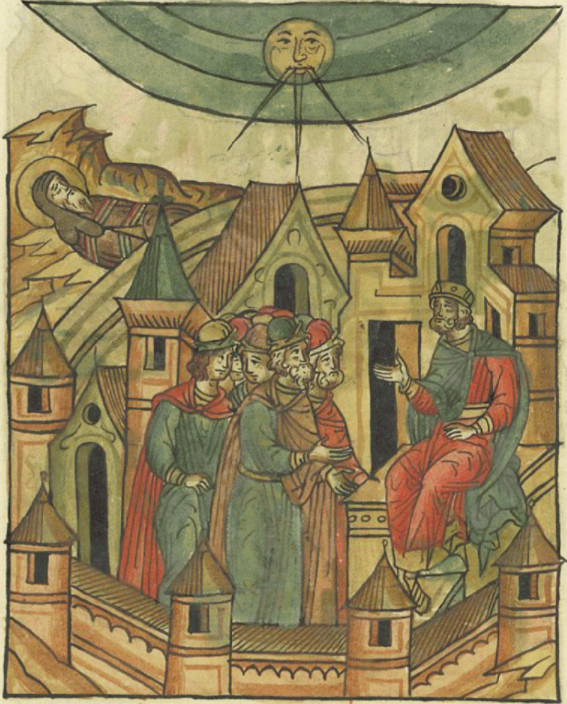
Святослав Ольгович на Черниговском княжении

Когда в Киеве умер Юрий Долгорукий (1157), киевским князем стал Изяслав Давыдович, Святослав перешёл за ним в Чернигов. Но в 1159 году Изяслав был изгнан из Киева, а его победитель Мстислав Изяславич с галичанами посадил в Киеве старшего из Мономаховичей, Ростислава Мстиславича. Святослав не уступил Изяславу Чернигов, и тот начал одновременную борьбу за Киев и Чернигов в союзе с половцами, причём сторону Изяслава приняли даже племянники Святослава и его старший сын Олег. Святославу удалось отстоять Чернигов, и противник подверг разорению смоленские земли. Ростислав через своего сына Романа (женатого на дочери Святослава) якобы (возможно, это было дезинформацией, созданной противниками их союза) обещал Изяславу Чернигов, а Святослав призывал Изяслава отказаться от претензий на Киев и вернуться на левобережье Днепра, «здесь вся твоя правда будет».
Изяслав заключил династический союз с Андреем Боголюбским, но участие владимирских войск свелось к защите удела Святослава Владимировича, Вщижа, и в итоге тому пришлось признать старшинство Святослава.
В 1164 году по смерти Святослава ему наследовал племянник Святослав Всеволодович, а сын Олег уехал в Новгород-Северский. При этом потомство Святослава Ольговича получило исключительное право на занятие северских уделов и сохранило права на Чернигов.

## Семья и дети
Браки:
- В 1107 году Олег Святославич женил своего сына на половчанке, дочери половецкого хана Аепы Гиргенева. В летописи не указано имя княжича, но полагают, что это был Святослав Ольгович[1][10].
- В 1136 году Святослав Ольгович женился в Новгороде. По версии В. Н. Татищева — на дочери новгородского посадника Петрилы Микульчича. Летопись сообщает, что архиепископ Нифонт отказывался их венчать, поскольку князь был «не достоить ея пояти» — почему, неизвестно (препятствием могло быть близкое родство, число предыдущих браков у одного из брачующихся или отъем жены у живого мужа)[11].

Дети:
- Олег Святославич (ок. 1137—1180), князь новгород-северский.
- дочь; замужем за внуком Владимира Мономаха Владимиром Андреевичем.
- дочь; с 1149 года замужем за Романом Ростиславичем Смоленским.
- Мария Святославна (1149—1189?); с 1166 года замужем за Ярополком Изяславичем.
- Игорь Святославич (1151—1202).
- Всеволод Святославич Буй-Тур (1153?—1196), князь курский с 1180 года.

## Образ Святослава Ольговича в кино
- Князь Юрий Долгорукий (1998; Россия) режиссёр Сергей Тарасов, в роли Святослава Николай Олялин.